# 11264 Клаудіомакконе
11264 Клаудіомакконе (11264 Claudiomaccone) — астероїд головного поясу, відкритий 16 жовтня 1979 року.
Тіссеранів параметр щодо Юпітера — 3,385.